# Arichanna divisaria
Arichanna divisaria là một loài bướm đêm trong họ Geometridae.